# Alberto Pascual Devoto
Alberto Pascual Devoto (Buenos Aires, 17 de mayo de 1918; Goya, Corrientes, 28 de julio de 1984), conocido como "el apóstol de los pobres", fue el primer obispo de Goya, Corrientes.

## Biografía
Alberto Devoto nació en un entorno familiar de clase media alta. En 1934, con quince años de edad, ingresó al Seminario Metropolitano de Buenos Aires, en el barrio de Villa Devoto. Culminó su formación y fue ordenado sacerdote en diciembre de 1942.

## Ministerio sacerdotal
Inició su trabajo sacerdotal en la iglesia Nuestra Señora de Balvanera en el barrio del Once en Buenos Aires. Más adelante fue destinado a la parroquia Santa Elena en el barrio de Palermo. En 1956, como capellán no militar, tuvo ocasión de asistir espiritualmente al general Juan José Valle, al teniente coronel Oscar Lorenzo Cogorno y a otros jefes militares condenados a muerte por la Revolución Libertadora. Un año después asumió el rectorado del Seminario y posteriormente fue nombrado vicario de la Diócesis de San Isidro.

En 1961 integró la Comisión preparatoria del Concilio Ecuménico Vaticano II, por designación del papa Juan XXIII.

## Ministerio episcopal
El papa Juan XXIII lo nombró obispo en junio de 1961, y poco tiempo después, en octubre del mismo año asumió sus funciones en la recién creada Diócesis de Goya, responsabilidad que conservaría hasta su muerte. Durante ese tiempo, actuó como vocero oficial de la Santa Sede para los medios de prensa internacionales de habla hispana en relación con las distintas instancias y pronunciamientos del Concilio Vaticano II, evento en el cual tuvo una activa participación.
En 1964 fundó el Instituto Vocacional San Carlos Borromeo, en 1976 el Seminario Menor San Pablo Apóstol y en 1978 el Seminario Mayor Santo Cura de Ars.
En 1966, una creciente del río Paraná produjo inundaciones y anegamientos que afectaron gravemente la ciudad de Goya y su entorno. La emergencia le permitió tomar contacto directo con las situaciones dolorosas que debían enfrentar, sobre todo, los habitantes de los barrios bajos, más castigados. A raíz de esta experiencia, Monseñor Devoto hizo votos de pobreza.

### Movimiento de Sacerdotes para el Tercer Mundo
El 15 de agosto de 1967, el obispo brasileño Hélder Câmara lideró un grupo de 18 obispos de Latinoamérica, Asia y África que redactó un manifiesto para apoyar el "llamado angustioso del Papa Pablo VI en la encíclica Populorum Progressio", en el que se vinculaba la situación de pobreza y desamparo de los ciudadanos del Tercer Mundo con la explotación a la que el "imperialismo del dinero" de las corporaciones multinacionales los someten, con el aval de los gobiernos, y expresando el compromiso religioso con la superación de la misma.
Monseñor Alberto Devoto fue el primero en recibir el documento en Argentina y lo entregó al sacerdote Miguel Ramondetti, quien lo tradujo junto con su colega Rodolfo Ricciardelli, lo imprimieron y junto con Héctor Botán lo distribuyeron. El 31 de diciembre de 1967, 270 sacerdotes argentinos, entre los cuales estaban los tres citados, dirigieron una carta al obispo Helder Cámara adhiriendo al manifiesto de los 18 obispos, la cual puede considerarse el documento fundador del Movimiento de Sacerdotes para el Tercer Mundo (MSTM), a la cual se añadieron rápidamente 22 firmas.
Su trabajo en defensa de los más pobres y su cercanía al Movimiento de Sacerdotes para el Tercer Mundo fueron la causa de que su vida estuviera amenazada, situación de denunció públicamente.

### Fallecimiento
Falleció trágicamente en la madrugada del 28 de julio de 1984 en la Ruta 12 a la altura del paraje El Carmen, cuando el vehículo en el que viajaba colisionó de manera frontal con ómnibus de larga distancia.
Junto a él murieron el seminarista Argentino Ojeda y la delegada de las comunidades Eclesiales de la ciudad de Esquina Mari Romero. Se encuentra enterrado en la Catedral de Nuestra Señora del Rosario de Goya.

### Casa Museo
En octubre de 2009 se inauguró la Casa Museo “Monseñor Alberto Devoto”, un espacio que reúne los objetos que rodeaban a monseñor Devoto en su vida cotidiana, sus vestimentas y enseres. El lugar se propone como un espacio de reflexión y como una aproximación a las condiciones de vida sencillas y austeras que había elegido en cumplimiento de sus votos de pobreza.

## Obras publicadas
- Crónicas conciliares: palabra en el corazón del mundo. Editora Patria Grande, Buenos Aires, 2004;[10]
- Cartas Pastorales. Tomos I y II. Editora Patria Grande, Buenos Aires, 2004;[11]
- Testimonios. comp. Ramón O. Mendoza. Editora Patria Grande, Buenos Aires, 2004.[11]

## Homenajes
En cada aniversario de su fallecimiento, se lo recuerda, se lo evoca, se le rinde un homenaje.
- En julio de 2004 el Gobierno de la provincia de Corrientes declaró de interés cultural los escritos de Monseñor Devoto e impulsó su publicación.[1]
- En julio de 2010, al cumplirse 26 años de su desaparición,  se celebró una misa, en la que recordaron al “apóstol de los pobres”, como lo caracterizaron durante su estadía en la segunda ciudad correntina.[7]
- Con una misa concelebrada presidida por el Obíspo diocesano, Ricardo Oscar Faifer se conmemoró en julio de 2011, el 27º aniversario de su fallecimiento.[12]
- En julio de 2013, la feligresía de la diócesis de Goya recordó el 29º aniversario del fallecimiento de su primer obispo, con una misa que presidió el actual diocesano, Mons. Ricardo Oscar Faifer, en la iglesia catedral Nuestra Señora del Rosario, de Goya.[13]
- En mayo de 2012, la Legislatura correntina sancionó una ley que declara que el 28 de julio se dedicará a conmemorar la obra realizada por monseñor Alberto Devoto, primer obispo de Goya.[2]
- En julio de 2014,  fue recordado con una misa concelebrada en la Iglesia Catedral "Nuestra Señora del Rosario", el 31.er aniversario de su desaparición física.[8][14]
- También en julio de 2014, se impuso su nombre a una importante avenida de la ciudad de Goya.[15]
- En julio de 2016, el homenaje se realizó en el paraje El Carmen, en la Tercera Sección de Esquina, donde ocurrió el accidente de su deceso, con una misa que presidió el sacerdote Rubén Catay.[16]